# Список видов семейства Archaeidae
Список всех описанных видов пауков семейства Archaeidae на 11 декабря 2012 года. 

## Afrarchaea
Afrarchaea Forster & Platnick, 1984
- Afrarchaea bergae Lotz, 1996 — Южная Африка
- Afrarchaea entabeniensis Lotz, 2003 — Южная Африка
- Afrarchaea fernkloofensis Lotz, 1996 — Южная Африка
- Afrarchaea fisheri Lotz, 2003 — Мадагаскар
- Afrarchaea godfreyi (Hewitt, 1919) — Южная Африка, Мадагаскар
- Afrarchaea haddadi Lotz, 2006 — Южная Африка
- Afrarchaea harveyi Lotz, 2003 — Южная Африка
- Afrarchaea kranskopensis Lotz, 1996 — Южная Африка
- Afrarchaea lawrencei Lotz, 1996 — Южная Африка
- Afrarchaea mahariraensis Lotz, 2003 — Мадагаскар
- Afrarchaea ngomensis Lotz, 1996 — Южная Африка
- Afrarchaea royalensis Lotz, 2006 — Южная Африка
- Afrarchaea woodae Lotz, 2006 — Южная Африка

## Austrarchaea
Austrarchaea Forster & Platnick, 1984
- Austrarchaea alani Rix & Harvey, 2011 — Квинсленд
- Austrarchaea aleenae Rix & Harvey, 2011 — Квинсленд
- Austrarchaea binfordae Rix & Harvey, 2011 — Новый Южный Уэльс
- Austrarchaea christopheri Rix & Harvey, 2011 — Новый Южный Уэльс
- Austrarchaea clyneae Rix & Harvey, 2011 — Квинсленд, Новый Южный Уэльс
- Austrarchaea cunninghami Rix & Harvey, 2011 — Квинсленд
- Austrarchaea daviesae Forster & Platnick, 1984 — Квинсленд
- Austrarchaea dianneae Rix & Harvey, 2011 — Квинсленд
- Austrarchaea griswoldi Rix & Harvey, 2012 — Квинсленд
- Austrarchaea harmsi Rix & Harvey, 2011 — Квинсленд
- Austrarchaea helenae Rix & Harvey, 2011 — Новый Южный Уэльс
- Austrarchaea hoskini Rix & Harvey, 2012 — Квинсленд
- Austrarchaea judyae Rix & Harvey, 2011 — Квинсленд
- Austrarchaea karenae Rix & Harvey, 2012 — Квинсленд
- Austrarchaea mascordi Rix & Harvey, 2011 — Новый Южный Уэльс
- Austrarchaea mcguiganae Rix & Harvey, 2011 — Новый Южный Уэльс
- Austrarchaea milledgei Rix & Harvey, 2011 — Новый Южный Уэльс
- Austrarchaea monteithi Rix & Harvey, 2011 — Новый Южный Уэльс
- Austrarchaea nodosa (Forster, 1956) — Квинсленд, Новый Южный Уэльс
- Austrarchaea platnickorum Rix & Harvey, 2011 — Новый Южный Уэльс
- Austrarchaea raveni Rix & Harvey, 2011 — Квинсленд
- Austrarchaea smithae Rix & Harvey, 2011 — Новый Южный Уэльс
- Austrarchaea tealei Rix & Harvey, 2012 — Квинсленд
- Austrarchaea thompsoni Rix & Harvey, 2012 — Квинсленд
- Austrarchaea wallacei Rix & Harvey, 2012 — Квинсленд
- Austrarchaea westi Rix & Harvey, 2012 — Квинсленд
- Austrarchaea woodae Rix & Harvey, 2012 — Квинсленд

## Eriauchenius
Eriauchenius O. P.-Cambridge, 1881
- Eriauchenius ambre Wood, 2008 — Мадагаскар
- Eriauchenius anabohazo Wood, 2008 — Мадагаскар
- Eriauchenius borimontsina Wood, 2008 — Мадагаскар
- Eriauchenius bourgini (Millot, 1948) — Мадагаскар
- Eriauchenius cornutus (Lotz, 2003) — Южная Африка
- Eriauchenius gracilicollis (Millot, 1948) — Мадагаскар
- Eriauchenius griswoldi Wood, 2008 — Мадагаскар
- Eriauchenius halambohitra Wood, 2008 — Мадагаскар
- Eriauchenius jeanneli (Millot, 1948) — Мадагаскар
- Eriauchenius lavatenda Wood, 2008 — Мадагаскар
- Eriauchenius legendrei (Platnick, 1991) — Мадагаскар
- Eriauchenius namoroka Wood, 2008 — Мадагаскар
- Eriauchenius pauliani (Legendre, 1970) — Мадагаскар
- Eriauchenius ratsirarsoni (Lotz, 2003) — Мадагаскар
- Eriauchenius spiceri Wood, 2008 — Мадагаскар
- Eriauchenius tsingyensis (Lotz, 2003) — Мадагаскар
- Eriauchenius vadoni (Millot, 1948) — Мадагаскар
- Eriauchenius voronakely Wood, 2008 — Мадагаскар
- Eriauchenius workmani O. P.-Cambridge, 1881 — Мадагаскар

## Zephyrarchaea
Zephyrarchaea Rix & Harvey, 2012
- Zephyrarchaea austini Rix & Harvey, 2012 — Южная Австралия
- Zephyrarchaea barrettae Rix & Harvey, 2012 — Западная Австралия
- Zephyrarchaea grayi Rix & Harvey, 2012 — Виктория
- Zephyrarchaea janineae Rix & Harvey, 2012 — Западная Австралия
- Zephyrarchaea mainae (Platnick, 1991) — Западная Австралия
- Zephyrarchaea marae Rix & Harvey, 2012 — Виктория
- Zephyrarchaea marki Rix & Harvey, 2012 — Западная Австралия
- Zephyrarchaea melindae Rix & Harvey, 2012 — Западная Австралия
- Zephyrarchaea porchi Rix & Harvey, 2012 — Виктория
- Zephyrarchaea robinsi (Harvey, 2002) — Западная Австралия
- Zephyrarchaea vichickmani Rix & Harvey, 2012 — Виктория